# Hochvogel
De Hochvogel is een 2592 meter hoge berg op de grens van Tirol in Oostenrijk en Beieren in Duitsland. De berg maakt deel uit van de Allgäuer Alpen. De plaatsen die in het dal bij deze berg liggen zijn aan de Duitse kant Bad Hindelang (ortsteil Hinterstein) en aan de Oostenrijkse kant Hinterhornbach.